# بوکواود
بوکواود (به لهستانی:  Bukwałd) یک روستا در لهستان است که در گمینا دویته واقع شده‌است. بوکواود ۳۱۵ نفر جمعیت دارد.